# Успение Богородично (Долене)
Вижте пояснителната страница за други значения на Успение Богородично.
„Успение Богородично“ е възрожденска църква в петричкото село Долене, България, част от Неврокопската епархия на Българската православна църква. Обявена е за паметник на културата.

## Архитектура
Църквата е гробищен храм и е построена през 1873 година. В архитектурно отношение представлява трикорабна псевдобазилика с апсида и откирт притвор от юг и запад. Интериорът е разделен на три кораба с дървен, измазани колони, свързани с арки. Колоните, арките и парапетът на балкона са изписани с орнаменти, а холкелите и стените на централния кораб – с фигурални композиции. Таваните са дървени и богато резбовани и изписани. Дървеният иконостас има резба по царските двери, кръжилата и венчилакта си. Царските двери са с дълбока резба с растителни и животински мотиви. По десетте цокълни табла на иконостаса има вази с букети от полски цветя. Дванадесетте царски и двадесет и трите апостолски икони са от 1874 година. Владишкият трон също е резбован и изписан. Ценни са и амвонът, аналоят и целувателният иконостас.